# Rockea bien duro
Rockea Bien Duro es el octavo y último álbum de estudio del grupo mexicano de rock Moderatto. Es un álbum tributo de la banda a la agrupación mexicana RBD, con nuevas versiones de sus grandes éxitos musicales. Fue lanzado al mercado musical el 18 de agosto de 2022 por Universal Music.

## Antecedentes
El álbum se caracteriza por el clásico estilo musical de la banda, entre pop, rock y balada romántica. Asimismo, es un tributo a la también banda mexicana de pop RBD con una recopilación de sus canciones. El 18 de agosto de 2022, el álbum se estrenó junto al sencillo «Rebelde» en colaboración a la cantante brasileña Paula Fernandes.
De este álbum, se desprenden algunos sencillos como: «Nuestro amor», «Sólo quédate en silencio», «Sálvame» y «Ser o parecer» entre otros. En este álbum, están incluidas las participaciones de Anahí, Danna Paola, Aitana y Denise Rosenthal entre otros.

## Lista de canciones
| N.º | Título                                       | Duración |  |
| 1.  | «Ser o parecer» (con Nicole Favre y Aczino)  | 3:48     |  |
| 2.  | «Inalcanzable» (con Susana Cala)             | 3:41     |  |
| 3.  | «Sólo quédate en silencio» (con Danna Paola) | 3:54     |  |
| 4.  | «Sálvame» (con Aitana)                       | 3:43     |  |
| 5.  | «Un poco de tu amor» (con Camila Fernández)  | 3:38     |  |
| 6.  | «Este corazón» (con Denise Rosenthal)        | 3:26     |  |
| 7.  | «Nuestro amor» (con Anahí)                   | 3:43     |  |
| 8.  | «Rebelde» (con Paula Fernandes)              | 3:38     |  |
| 9.  | «Tras de mí» (con Pitizion)                  | 3:22     |  |
| 10. | «Aún hay algo» (con RENEE)                   | 3:44     |  |